# موري ماري
موري ماري (باليابانية: 森茉莉 ) (و. 1903 – 1987 م) هي روائية، وكاتِبة يابانية، ولدت في طوكيو، توفيت عن عمر يناهز 84 عاماً.

## جوائز
حصلت على جوائز منها:
- Izumi Kyōka Prize for Literature [الإنجليزية]‏ (1975).